# 文森灣
文森灣（英語：Vincennes Bay）是南極洲的海灣，位於威爾克斯地，寬105公里，處於努特角和福爾傑角之間，以美國海軍的單桅帆船命名，1948年1月美國海軍破冰船首次進入該海灣。
66°30′S 109°30′E / 66.500°S 109.500°E